# No Fundo de Troia
No Fundo de Troia (1975) é um filme português de curta-metragem realizado por Ricardo Costa (cineasta). Estreia na RTP em Janeiro de 1975 (série Mar Limiar).

## Sinopse
Um grupo de mergulhadores explora, no Rio Sado, a zona circundante de uma antiga fábrica romana de garum, recolhendo ânforas.  A recolha abre caminho a uma investigação que ajudará a estabelecer as ligações dentro do Império Romano em relação às suas colónias no território português.

## Ficha técnica
- Argumento: Ricardo Costa
- Realização: Ricardo Costa
- Produção: Ricardo Costa / RTP (série Mar Limiar)
- Colaboração: Josué Falâncio
- Fotografia: Ricardo Costa
- Som: Jorge Melo Cardoso
- Montagem: Maria Beatriz
- Formato: 16 mm p/b
- Género: documentário
- Duração: 30’